# خانه چنذاب
خانه چنذاب مربوط به سده‌های ۱۰ تا ۱۳ ه.ق است و در شهرستان اردبیل، بخش هیر، دهستان هیر، روستای چنذاب واقع شده و این اثر در تاریخ ۷ اسفند ۱۳۸۶ با شمارهٔ ثبت ۲۱۷۱۷ به‌عنوان یکی از آثار ملی ایران به ثبت رسیده است.
این خانه بازمانده دوران مربوط به حکومتهای محلی در آذربایجان و سایر نقاط ایران بوده و یادآور زمانیست که تمام امور زراعت و دامپروری و حتی امور دفاعی و سرزمینی کشور توسط حاکمان محلی اداره می شده است که البته در اغلب زمانها در  ارتباط نزدیک با حکومت مرکزی بودند و به غیر از چند برهه خاص تاریخی مانند انتهای دوران قاجار که طایفه متبوع ساکنان این خانه یعنی خانهای ایل فولادلو (پلاتلی-پلاتتی )جنگهای بزرگی با مرکز داشته اند،در سایر مقاطع تاریخی با دولتهای مستقر مرکزی هماهنگ بوده اند.